# Jean Meyer (1942)
Pour les articles homonymes, voir Meyer et Jean Meyer.
Jean Meyer Barth, né à Nice le 8 février 1942 est un historien et géographe français naturalisé mexicain en 1979.

## Travaux
Jean Meyer est notamment connu pour ses travaux sur la guerre des Cristeros (1926-1929). C'est sur une suggestion d'un étudiant mexicain, le père Lopez Moctezuma, qu'il s'intéressa à ce sujet : « Si vous cherchez un sujet absolument vierge pour votre thèse, c'est celui-ci. Un blanc sur la carte historique de mon pays. » 
Parti d'un point de vue plutôt hostile aux Cristeros, voyant dans leur combat religieux une lutte agraire déguisée, Jean Meyer remet en cause ses hypothèses et ses instruments de travail au fur et à mesure de ses avancées. Il replace la foi au cœur de la compréhension de la Christiade. Ses recherches s'effectuent dans les archives, jusque-là tenues délibérément fermées, de l’État et de l’Église.
Il effectue également un travail d'histoire orale en recueillant les témoignages des survivants de ce conflit, dans les deux camps. Son travail permet de sortir ce sujet méconnu de l'histoire mexicaine de l'oubli et ouvre la voie à de nombreux jeunes chercheurs qui bénéficient aujourd'hui de facilités beaucoup plus importantes pour accomplir leurs recherches.
Jean Meyer a également travaillé sur l'histoire de l'État mexicain de Nayarit et sur la Révolution mexicaine.

## Publications
- La Christiade; l'État et le peuple dans la révolution mexicaine. Paris 1975, Payot.
- Apocalypse et Révolution au Mexique, Paris 1974 Gallimard archives.
- La Révolution mexicaine. Paris, Calmann Lévy, 1973. - Tallandier, 2010
- La Rébellion des Cristeros, CLD Editions, 2014 (réédition du livre paru chez Payot )
- La Cristiada, la guerre du peuple mexicain pour la liberté religieuse, CLD Editions, 2014